# Craig (Iowa)
Craig és una població dels Estats Units a l'estat d'Iowa. Segons el cens del 2000 tenia 102 habitants.

## Demografia
Segons el cens del 2000, Craig tenia 102 habitants, 43 habitatges, i 28 famílies. La densitat de població era de 437,6 habitants per km².
Dels 43 habitatges en un 30,2% hi vivien nens de menys de 18 anys, en un 62,8% hi vivien parelles casades, en un 4,7% dones solteres, i en un 32,6% no eren unitats familiars. En el 30,2% dels habitatges hi vivien persones soles l'11,6% de les quals corresponia a persones de 65 anys o més que vivien soles. El nombre mitjà de persones vivint en cada habitatge era de 2,37 i el nombre mitjà de persones que vivien en cada família era de 3.
Per edats la població es repartia de la següent manera: un 21,6% tenia menys de 18 anys, un 5,9% entre 18 i 24, un 32,4% entre 25 i 44, un 23,5% de 45 a 60 i un 16,7% 65 anys o més.
L'edat mediana era de 40 anys. Per cada 100 dones de 18 o més anys hi havia 116,2 homes.
La renda mediana per habitatge era de 32.917 $ i la renda mediana per família de 42.500 $. Els homes tenien una renda mediana de 30.208 $ mentre que les dones 24.375 $. La renda per capita de la població era de 17.239 $. Cap de les famílies estaven per davall del llindar de pobresa.

## Poblacions més properes
El següent diagrama mostra les poblacions més properes.